# Episodi di The Cleveland Show (terza stagione)
La terza stagione di The Cleveland Show, composta da 22 episodi, è andata in onda negli Stati Uniti dal 25 settembre 2011 al 20 maggio 2012 su Fox.
In Italia, la terza stagione è stata trasmessa dal 26 agosto 2012 al 4 gennaio 2013 su Fox.

## Episodi
| N° | Codice di produzione | Titolo italiano          | Titolo originale           | Prima TV USA      | Prima TV Italia   |
| -- | -------------------- | ------------------------ | -------------------------- | ----------------- | ----------------- |
| 1  | 3APS01               | Amici per sempre         | BFFs                       | 25 settembre 2011 | 26 agosto 2012    |
| 2  | 2APS20               | L'uragano                | The Hurricane!             | 2 ottobre 2011    | 2 settembre 2012  |
| 3  | 3APS04               | La notte di Halloween    | Nightmare on Grace Street  | 30 ottobre 2011   | 9 settembre 2012  |
| 4  | 3APS03               | Junior l'anarchico       | Skip Day                   | 20 novembre 2011  | 16 settembre 2012 |
| 5  | 3APS02               | Yemen Party              | Yemen Party                | 27 novembre 2011  | 23 settembre 2012 |
| 6  | 3APS06               | Vecchia a caccia di dote | Sex and the Biddy          | 4 dicembre 2011   | 30 settembre 2012 |
| 7  | 3APS10               | Poco duri a morire       | Die Semi-Hard              | 11 dicembre 2011  | 7 ottobre 2012    |
| 8  | 3APS11               | Fuga d'amore             | Y Tu Junior Tambien        | 8 gennaio 2012    | 14 ottobre 2012   |
| 9  | 3APS14               | Benvenuta señorita       | There Goes El Neighborhood | 29 gennaio 2012   | 21 ottobre 2012   |
| 10 | 3APS05               | Ballando con Stoolbend   | Dirty Dancing 3            | 12 febbraio 2012  | 28 ottobre 2012   |
| 11 | 3APS13               | Magico Brown             | Brown Magic                | 19 febbraio 2012  | 4 novembre 2012   |
| 12 | 3APS07               | Cleveland il sordo       | Til Deaf                   | 4 marzo 2012      | 11 novembre 2012  |
| 13 | 3APS15               | Gamberi e pirati         | Das Shrimp Boot            | 11 marzo 2012     | 18 novembre 2012  |
| 14 | 3APS16               | Sfida in famiglia        | March Dadness              | 18 marzo 2012     | 25 novembre 2012  |
| 15 | 3APS09               | Crisi d'identità         | The Men in Me              | 25 marzo 2012     | 2 dicembre 2012   |
| 16 | 3APS12               | Il re dell'hip hop       | Frapp Attack!              | 1º aprile 2012    | 9 dicembre 2012   |
| 17 | 3APS18               | Burlone americano        | American Prankster         | 15 aprile 2012    | 16 dicembre 2012  |
| 18 | 3APS17               | Un giro per il campus    | B.M.O.C.                   | 29 aprile 2012    | 23 dicembre 2012  |
| 19 | 3APS20               | Bugie per amore          | Jesus Walks                | 29 aprile 2012    | 30 dicembre 2012  |
| 20 | 3APS19               | Il genio della tazza     | Flush of Genius            | 6 maggio 2012     | 3 gennaio 2013    |
| 21 | 3APS21               | La festa della mamma     | Mama Drama                 | 13 maggio 2012    | 3 gennaio 2013    |
| 22 | 3APS24               | La festa di fine anno    | All You Can Eat            | 20 maggio 2012    | 4 gennaio 2013    |

## Amici per sempre
- Sceneggiatura: Kirker Butler
- Regia: Steve Robertson
- Messa in onda originale: 25 settembre 2011
- Messa in onda italiana: 26 agosto 2012

Cleveland è sconvolto quando scopre che il suo migliore amico, Peter Griffin, è venuto a Stoolbend e non lo ha nemmeno avvisato; quando Cleveland torna a Quahog per chiedere spiegazioni a Peter, l'uomo gli dice che per lui non è mai stato un amico ma solo un vicino di casa e un "compagno di bevute". Nel tentativo di legare con i ragazzi, Cleveland li porta in campeggio ospitato da Ric Flair.

## L'uragano
- Sceneggiatura: Kirker Butler
- Regia: Ron Rubio
- Messa in onda originale: 2 ottobre 2011
- Messa in onda italiana: 2 settembre 2012

La famiglia Brown si prepara per andare in crociera, ma arriva un violentissimo uragano. Contro i consigli della televisione e dei famigliari, Cleveland rimane in casa, costringendo anche la famiglia a restare. Tuttavia, pensando di dover mancare da casa per molto, Cleveland aveva gettato tutto il cibo. Così tutta la famiglia inizia a pregare, tranne Junior, che non si professa cristiano.
- Nota: questo episodio è la prima parte di un crossover con le serie American Dad! e I Griffin, continuata con l'episodio Psichedelik, e terminata con l'episodio Uragano.

## La notte di Halloween
- Sceneggiatura: Jonathan Green e Gabe Miller
- Regia: Phil Allora
- Messa in onda originale: 30 ottobre 2011
- Messa in onda italiana: 9 settembre 2012

Rallo e Cleveland tornano atterriti dai rispettivi pigiama party. Donna decide che è arrivato il momento che la smettano di essere così fifoni.

## Junior l'anarchico
- Sceneggiatura: Dave Jeser e Matt Silverstein
- Regia: Jack Perkins
- Messa in onda originale: 20 novembre 2011
- Messa in onda italiana: 16 settembre 2012

Cleveland è molto imbarazzato da quando scopre che Cleveland Jr. è l'unico studente di tutta la scuola che è rimasto nell'istituto in un giorno in cui era lecito marinarla.

## Yemen Party
- Sceneggiatura: Julius Sharpe
- Regia: Seung-Woo Cha
- Messa in onda originale: 27 novembre 2011
- Messa in onda italiana: 23 settembre 2012

Donna, incitata dalle mogli del vicinato, inizia a stufarsi delle lamentele di Cleveland, così quest'ultimo si traveste da Fatima, una donna yemenita abbandonata negli Stati Uniti dal marito, per convincere Donna e le altre che esistono condizioni molto peggiori delle loro. Queste ultime si commuovono e le regalano un viaggio in aereo per lo Yemen. Qui Cleveland, nei panni di Fatima, recita il ruolo di sposa di un ricco yemenita e capisce quanto Donna si sacrifichi per la famiglia e, in particolare, per lui.
Intanto Donna affida Rallo a Cleveland Junior, che lo infila in un marsupio baby bjorn. A questo punto, parodizzando il film Avatar, Rallo riesce a manovrare i movimenti di Junior e, grazie a questo potere, libera un parco giochi dalla presenza di Rodney King, un bullo che stava disturbando un suo amico. Tuttavia, anche Rodney rivelasi avere un fratello maggiore, che si batte con Junior in un lungo scontro. Alla fine Junior ed il fratello di Rodney si mettono k.o. a vicenda; Rodney e Rallo, accomunati da due fratelli così simili, stringono amicizia.

## Vecchia a caccia di dote
- Sceneggiatura: Aseem Batra
- Regia: Ron Rubio
- Messa in onda originale: 4 dicembre 2011
- Messa in onda italiana: 30 settembre 2012

Rallo scopre che la nuova fidanzata del suo maturo amico Murray è interessata solo ai suoi soldi: cerca, così, di impedire a Murray di commettere un grave errore.

## Poco duri a morire
- Sceneggiatura: John Viener
- Regia: Seung-Woo Cha
- Messa in onda originale: 11 dicembre 2011
- Messa in onda italiana: 7 ottobre 2012

Per passare il tempo mentre partecipano ad un noiosissimo presepe vivente, Cleveland racconta ai suoi familiari la sua personale versione della storia del film d'azione Die Hard.

## Fuga d'amore
- Sceneggiatura: Aaron Lee
- Regia: Jack Perkins
- Messa in onda originale: 8 gennaio 2012
- Messa in onda italiana: 14 ottobre 2012

Cleveland spinge Junior ad invitare a cena una ragazza e quando scopre che si è fidanzato con una bellissima sedicenne latina, Cecilia Moreno, lo racconta subito ai suoi amici del bar, i quali lo fanno diventare geloso del figlio. Ad una festa organizzata dai parenti di Cecilia appositamente per Junior, tuttavia, arriva la polizia con un mandato di cattura per Cecilia, in quanto clandestina. Inizialmente tutti i sospetti ricadono su Cleveland, ma poi si scopre che a chiamare la polizia era stato Lester. I due neo-fidanzati scappano e si sposano, così Cecilia ottiene la cittadinanza. Quando iniziano a convivere, però, Cecilia si rende conto che Junior non è altro che un quattordicenne e non è ancora maturo quanto lei; così chiama Cleveland e gli chiede di riportare Junior a casa, a costo del suo rimpatrio. Junior capisce la situazione ed accetta di tornare a casa, chiedendo a Cecilia di rimanere sposata con lui, così da non essere espulsa.

## Benvenuta señorita
- Sceneggiatura: Courtney Lilly
- Regia: Ron Rubio
- Messa in onda originale: 29 gennaio 2012
- Messa in onda italiana: 21 ottobre 2012

Dopo che Choni si trasferisce nel quartiere, Cleveland decide che è tempo per interessarsi di più alla questione delle differenze razziali.

## Ballando con Stoolbend
- Sceneggiatura: Matt Murray
- Regia: Anthony Agrusa
- Messa in onda originale: 12 febbraio 2012
- Messa in onda italiana: 28 ottobre 2012

A Stoolbend si svolge l'annuale gara di ballo. Donna ha partecipato sin dagli anni '90 con l'ex marito Robert (si vedono dei flashback di alcune edizioni fino al 2002 vestiti da militari della guerra in Afghanistan, ma perdono con Robert che rammenta che era presto per affrontare il tema, chiedendo il divorzio) ma hanno sempre perso contro i genitori di Cleveland, Levar "Treno Merci" e Cookie. Viste le scarsi dote ballerine di Cleveland Donna decide di partecipare con Junior, e per ripicca l'uomo prende una ballerina russa, Svetlana. Nel frattempo, durante il tempo trascorso nelle prove Junior inizia ad innamorarsi di Donna.

## Magico Brown
- Sceneggiatura: Chadd Gindin
- Regia: Anthony Agrusa
- Messa in onda originale: 19 febbraio 2012
- Messa in onda italiana: 4 novembre 2012

Rallo si appassiona al mondo della magia ed esorta il padre a portarlo alla relativa scuola, dove vengono scambiati per un ventriloquo ed il suo pupazzo. Stando al gioco, i due si fingono tali ed ottengono un grande successo. Scoperto l'inganno, vengono cacciati a vita dal mondo del ventriloquismo. L'episodio sviluppa il rapporto padre-figlio fino a quel punto venuto a mancare fra Cleveland ed il figliastro, il quale lo chiama finalmente "papà".

## Cleveland il sordo
- Sceneggiatura: Aaron Lee
- Regia: Oreste Canestrelli
- Messa in onda originale: 4 marzo 2012
- Messa in onda italiana: 11 novembre 2012

Donna ha una crisi di mezz'età e Cleveland deve trovare un modo per andare a caccia con i suoi amici senza che Donna lo scopra. Tuttavia un incidente durante la battuta di caccia lascia Cleveland con una leggera sordità e questo crea dei problemi con Donna.

## Gamberi e pirati
- Sceneggiatura: John Viener
- Regia: Oreste Canestrelli
- Messa in onda originale: 11 marzo 2012

- Messa in onda italiana: 18 novembre 2012

Cleveland diventa dipendente da pillole alla caffeina per camionisti, così parenti e amici lo fanno ricoverare in un centro di recupero. Decide di scappare per poter partire per una crociera a tema (dove i suoi familiari sono andati senza di lui), ma viene catturato da dei pirati somali. Nell'episodio fa un brevissimo cameo Hank Hill, protagonista della serie animata King of the Hill.

## Sfida in famiglia
- Regia: Ian Graham
- Sceneggiatura: Jonathan Green e Gabe Miller
- Messa in onda originale: 18 marzo 2012
- Messa in onda italiana: 25 novembre 2012

Quando LeVar inizia a passare molto tempo col nipote, Cleveland diventa molto geloso di Junior e chiede a suo padre perché con lui non si è mai comportato come un papà avrebbe dovuto. LeVar gli ricorda che inizialmente il suo atteggiamento era pieno d'amore paterno e che iniziò a trattarlo male per via di un banale errore in un quiz televisivo, il quale ebbe molte conseguenze negative su molti aspetti della sua vita. Adirato, Cleveland concorre alla stesso torneo di golf al quale il padre si è iscritto con Junior. Durante la gara, a Cleveland manca un colpo semplicissimo per vincere, ma lo sbaglia di proposito perché non vuole comportarsi nei confronti di Cleveland Jr. come "Treno merci" si comportò nei suoi.

## Crisi d'identità
- Sceneggiatura: Clarence Livingston
- Regia: Steve Robertson
- Messa in onda originale: 25 marzo 2012
- Messa in onda italiana: 2 dicembre 2012

Cleveland vince una competizione danzante per accaparrarsi il biglietto per il concerto di Justin Bieber e viene dichiarato "The Whitest Man in America". Cleveland non riesce a liberarsi del nuovo status e cerca di scoprire quali siano in realtà le sue radici. Tutto comincia ad avere un senso quando incontra la sua vecchia tata, Barbara, una donna di una certa classe e con gusti raffinati.

## Il re dell'hip hop
- Sceneggiatura: Kevin Biggins e Travis Bowe
- Regia: Phil Allora
- Messa in onda originale: 1º aprile 2012
- Messa in onda italiana: 9 dicembre 2012

Cleveland fa ingelosire Donna quando si avvicina troppo a una collega, Tori. Intanto Rallo e Cleveland Jr. girano un video del luogo di lavoro di Cleveland con una bella colonna sonora e una volta su YouTube cattura l'attenzione di un grosso produttore musicale. Ma le cose si mettono male quando quest'ultimo professa il suo amore per Donna.

## Burlone americano
- Sceneggiatura: Bill Oakley
- Regia: Seung-Woo Cha
- Messa in onda originale: 15 aprile 2012
- Messa in onda italiana: 16 dicembre 2012

## Un giro per il campus
- Sceneggiatura: Kirker Butler
- Regia: Steve Robertson
- Messa in onda originale: 29 aprile 2012
- Messa in onda italiana: 23 dicembre 2012

## Bugie per amore
- Sceneggiatura: Kirker Butler
- Regia: Phil Allora
- Messa in onda originale: 29 aprile 2012
- Messa in onda italiana: 30 dicembre 2012

## Il genio della tazza
- Sceneggiatura: Aaron Lee
- Regia: Jack Perkins
- Messa in onda originale: 6 maggio 2012
- Messa in onda italiana: 3 gennaio 2013

## La festa della mamma
- Sceneggiatura: Chadd Gindin
- Regia: Anthony Agrusa
- Messa in onda originale: 13 maggio 2012
- Messa in onda italiana: 3 gennaio 2013

## La festa di fine anno
- Sceneggiatura: Aseem Batra e Bill Oakley
- Regia: Ian Graham
- Messa in onda originale: 20 maggio 2012
- Messa in onda italiana: 4 gennaio 2013